# Чичильяно, Антонио
Антонио Чичильяно (итал. Antonio Ciciliano, 3 ноября 1932, Неаполь, Италия — 4 сентября 2015, там же) — итальянский яхтсмен, бронзовый призёр Олимпийских игр (1960).

## Спортивная карьера
Начал выступать в классе «Дракон» в 1958 г. Побеждал на Кильской неделе (1958) и Marblehead Trophy (1959).
На летних Олимпийских играх в Риме (1960) завоевал бронзовую медаль в классе «Дракон» на яхте «Ваниль». 